# Wouyang I
Wouyang I (ou Ouyang I, Wouyang Foulbe) est une localité du Cameroun située dans l'arrondissement de Ndoukoula, le département du Diamaré et la région de l’Extrême-Nord. Elle fait partie du canton de Gawel.

## Population
En 1975, la localité comptait 28 habitants, des Peuls.
Lors du recensement de 2005, on y a dénombré 208 personnes.